# Baker Art Gallery

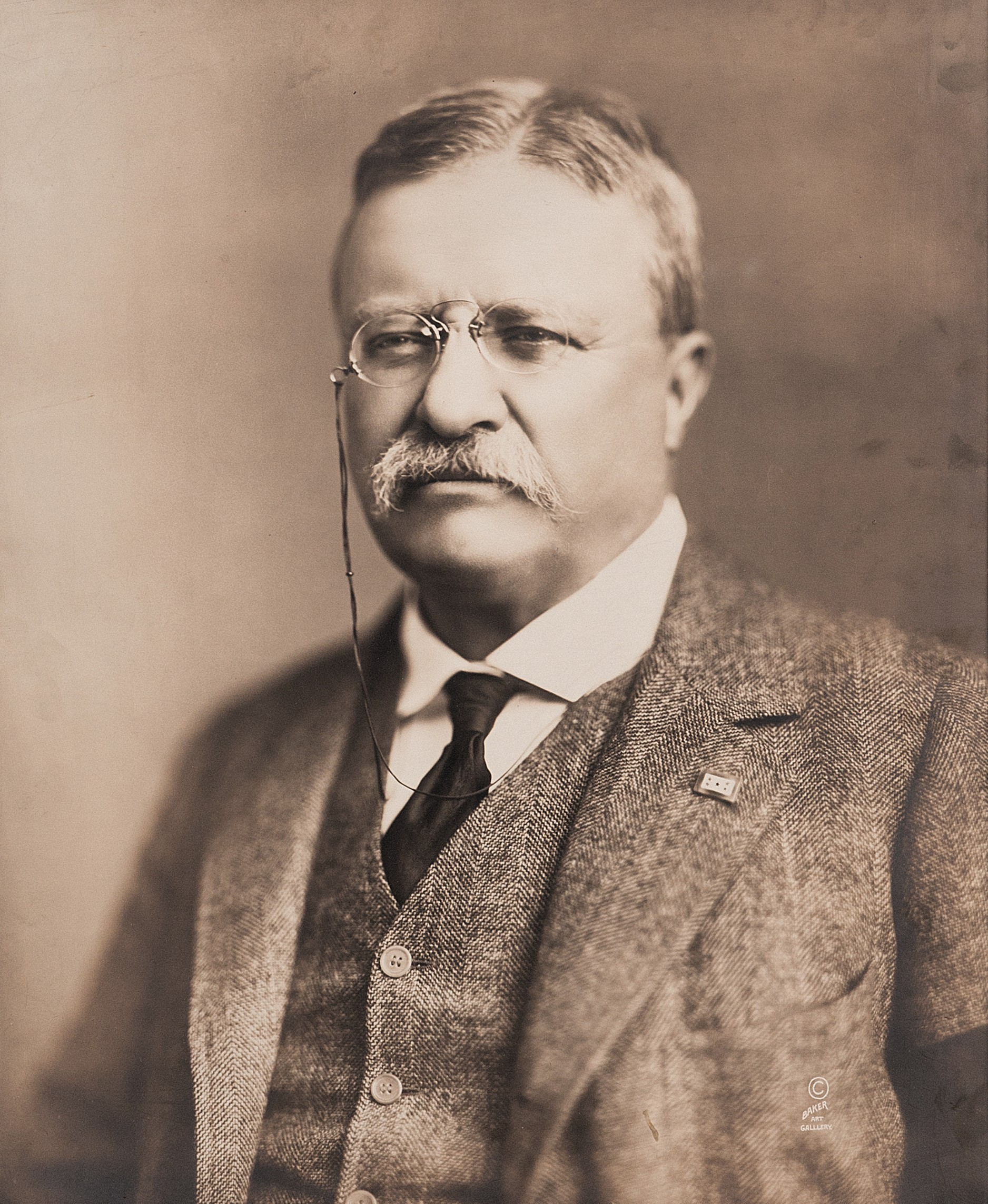
Baker Art Gallery: Theodore Roosevelt, 1918

Baker Art Gallery bylo fotografické studio s galerií ve městě Columbus, státu Ohio od roku 1862 do roku 1955. Mezi těmi, kdo se v tomto ateliéru nechal portrétovat, byli například William McKinley, Rutherford B. Hayes nebo Annie Oakley. Získali také první místo na různých výstavách, včetně Světové výstavy v Chicagu konané v roce 1893.

## Historie
Lorenzo Marvin Baker se narodil 25. dubna 1834 v Copenhagenu, New York a do Columbusu přišel v roce 1854. Pracoval v hotelu Neil House, byl důstojníkem ve státní věznici pod guvernérem Chasem a krátký čas sloužil pro spojeneckou armádu v americké občanské válce. V roce 1862 začal podnikat ve fotografickém průmyslu a založil vlastní galerii.

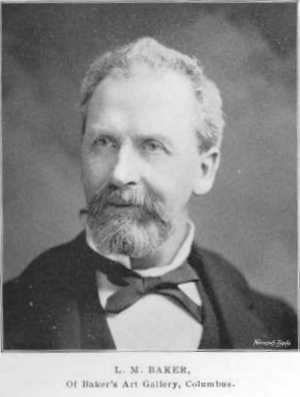
Lorenzo Baker, 1896
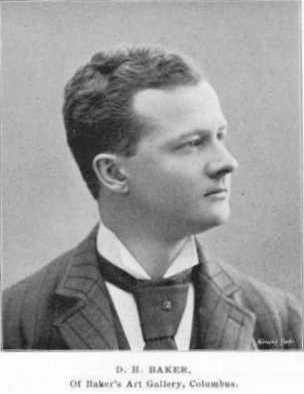
Duane Baker, 1896
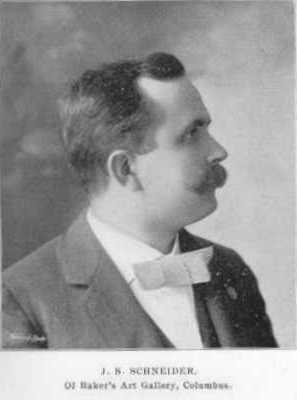
John Schneider, 1896

Baker zaměstnával Johna Samuela Schneidera (1860–1926) a jeho syna Duana Henryho Bakera (1859–1934). Poté, co Baker mladší dokončil studium na státní univerzitě v Ohiu a Schneider na univerzitě Baldwin-Wallace, se stali rovnocennými partnery a každý z nich vlastnil 1/3 podniku. V podnikání se jim velmi dařilo, portrétovali celou řadu prezidentů jako byli Hayes, McKinley, Taft nebo Harding. Po smrti zakladatele v roce 1924, pokračoval v podnikání Duane Baker. V rodinné firmě pokračovaly dvě další generace Bakerových až do roku 1955, kdy své fotografie a negativy darovaly Historické společnosti v Ohiu

## Umístění
Fotografické studio sídlilo na ulici High Street čp. 106 a později se přestěhovalo na čp. 232 ve stejné ulici. Po roce 1939 se stěhovalo na různá místa.

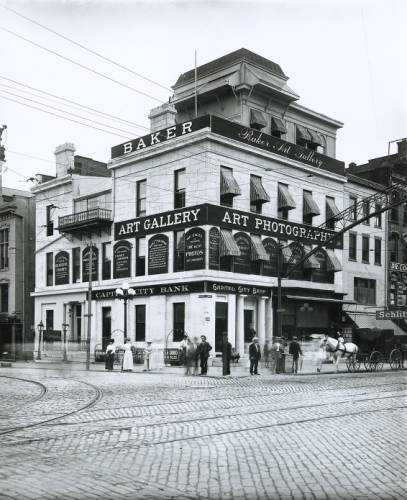
Studio na High Street čp. 106, asi 1905
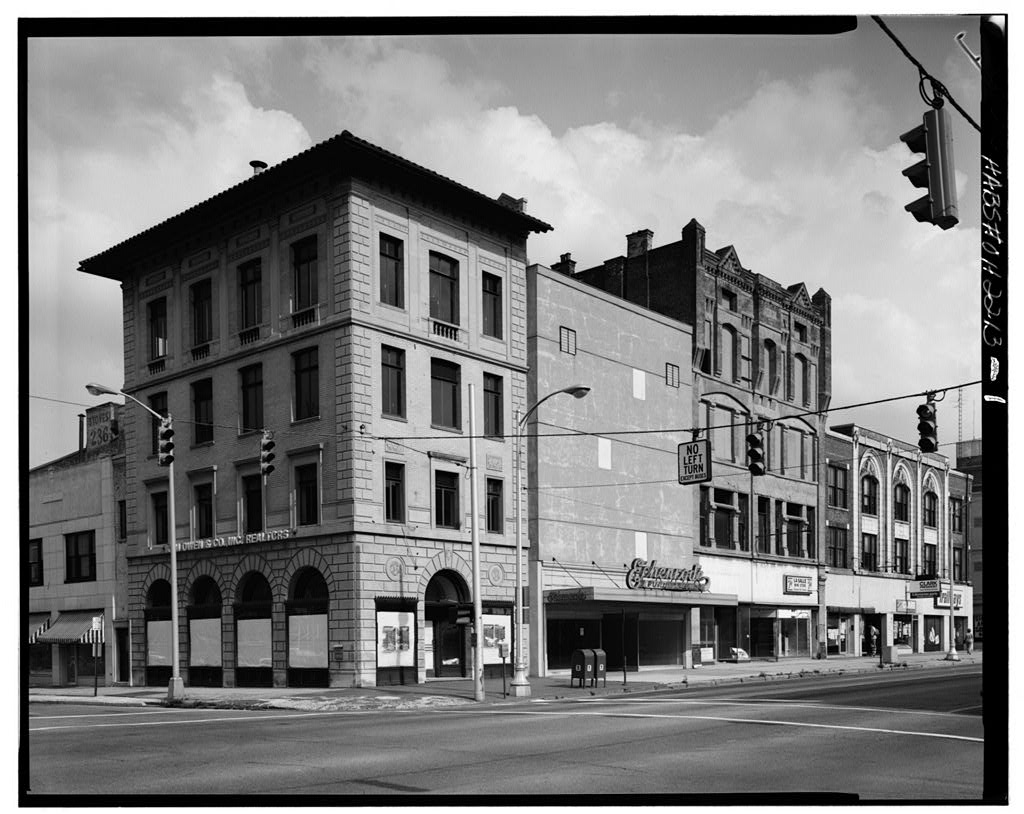
Studio na High Street čp. 232, fotografie asi z roku 1980

## Ocenění
John S. Schneider byl v roce 1895 prezidentem fotografické asociace Photographers Association of America. Galerie získala zlatou medaili udělovanou společností Photographers Association of America v roce 1889, dále pak cenu Chicago Worlds Fair, Highest Award, 1893, velkou cenu německé společnosti Photographer's Association of Germany v roce 1897 a v roce 1874 cenu na výstavě Ohio State Fair „za fotografickou čistotu a finální úpravy inkoustem a akvarelem“.

## Galerie

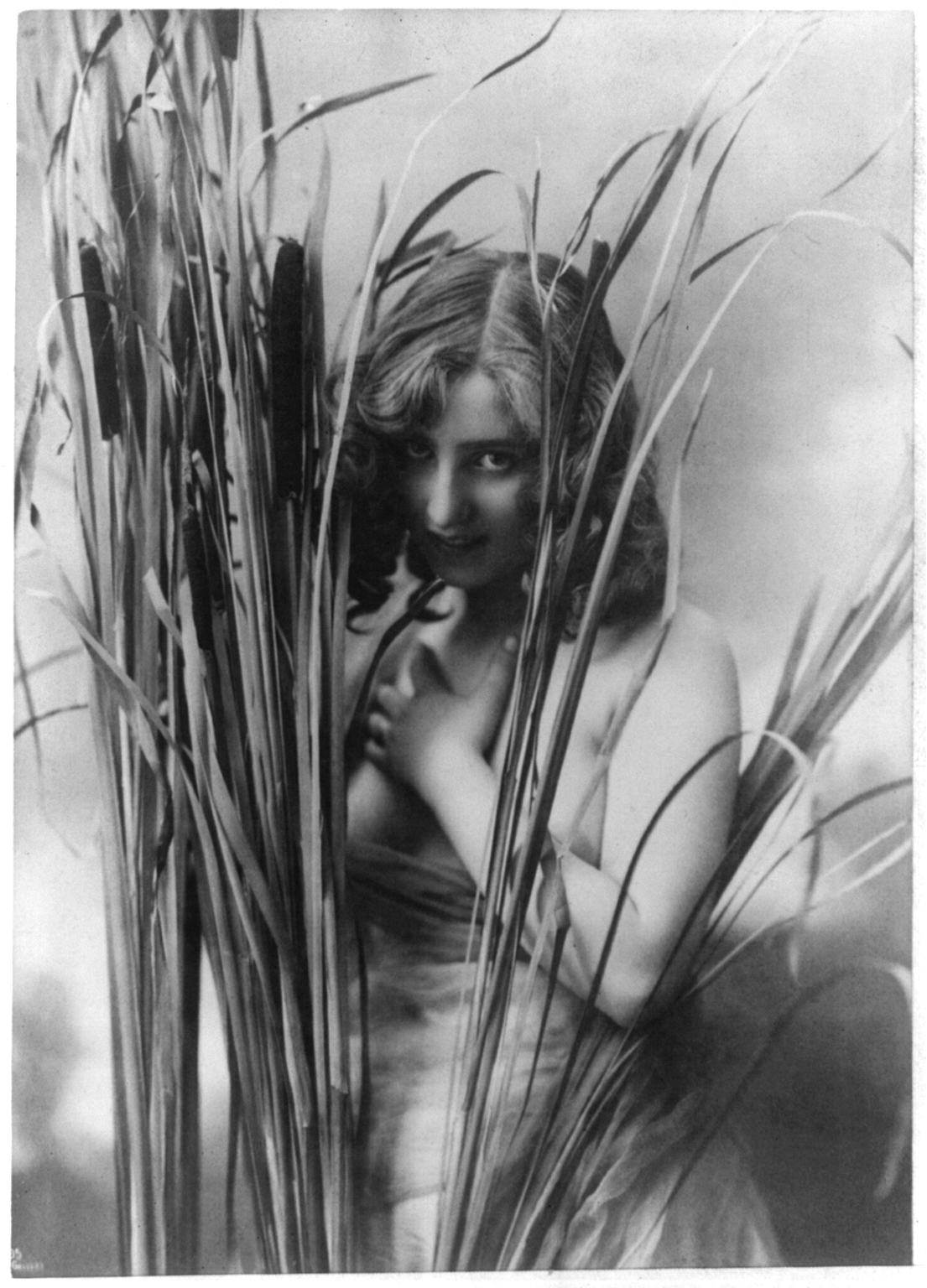
Krása zpola schovaná, dívka za orobincem, asi 1895
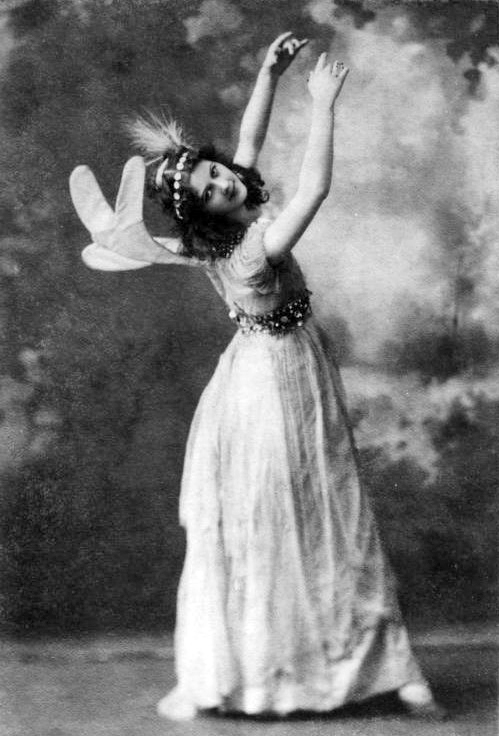
Isadora Duncanová jako první víla ve Snu noci svatojánské, 1896
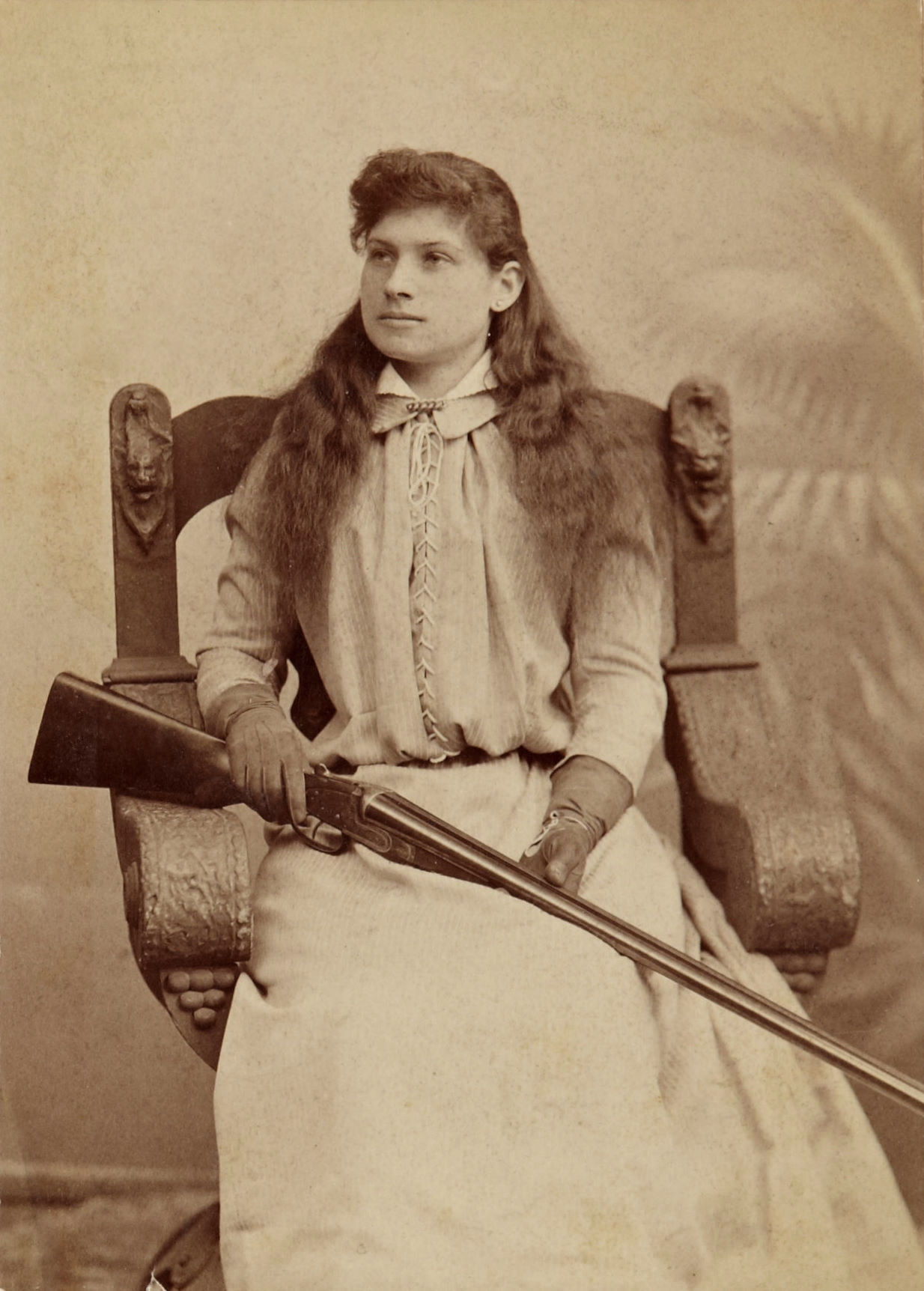
Annie Oakley, exhibiční střelkyně, asi 1880
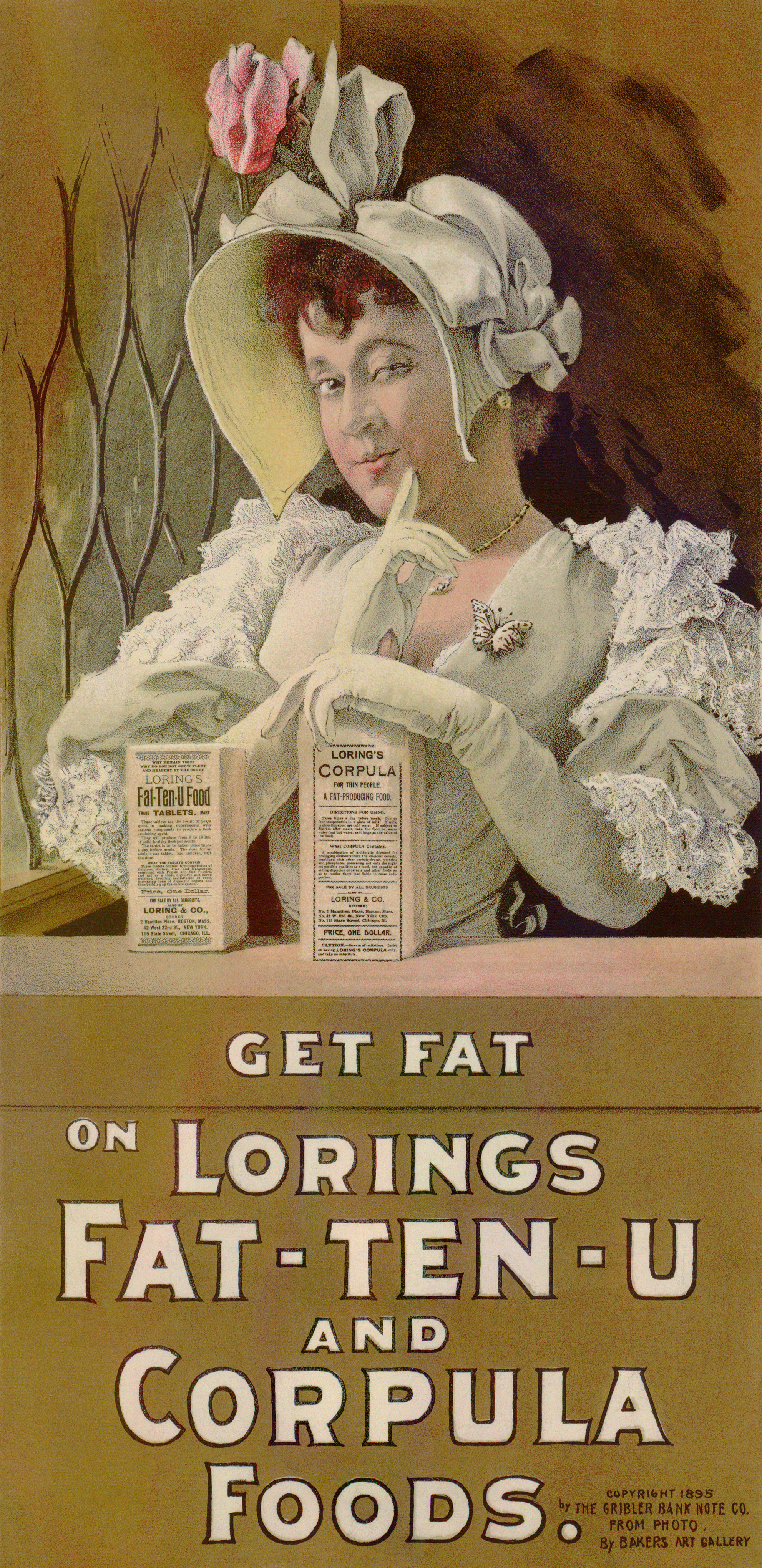
Barevná litografie podle fotografie z ateliéru Baker Art Gallery
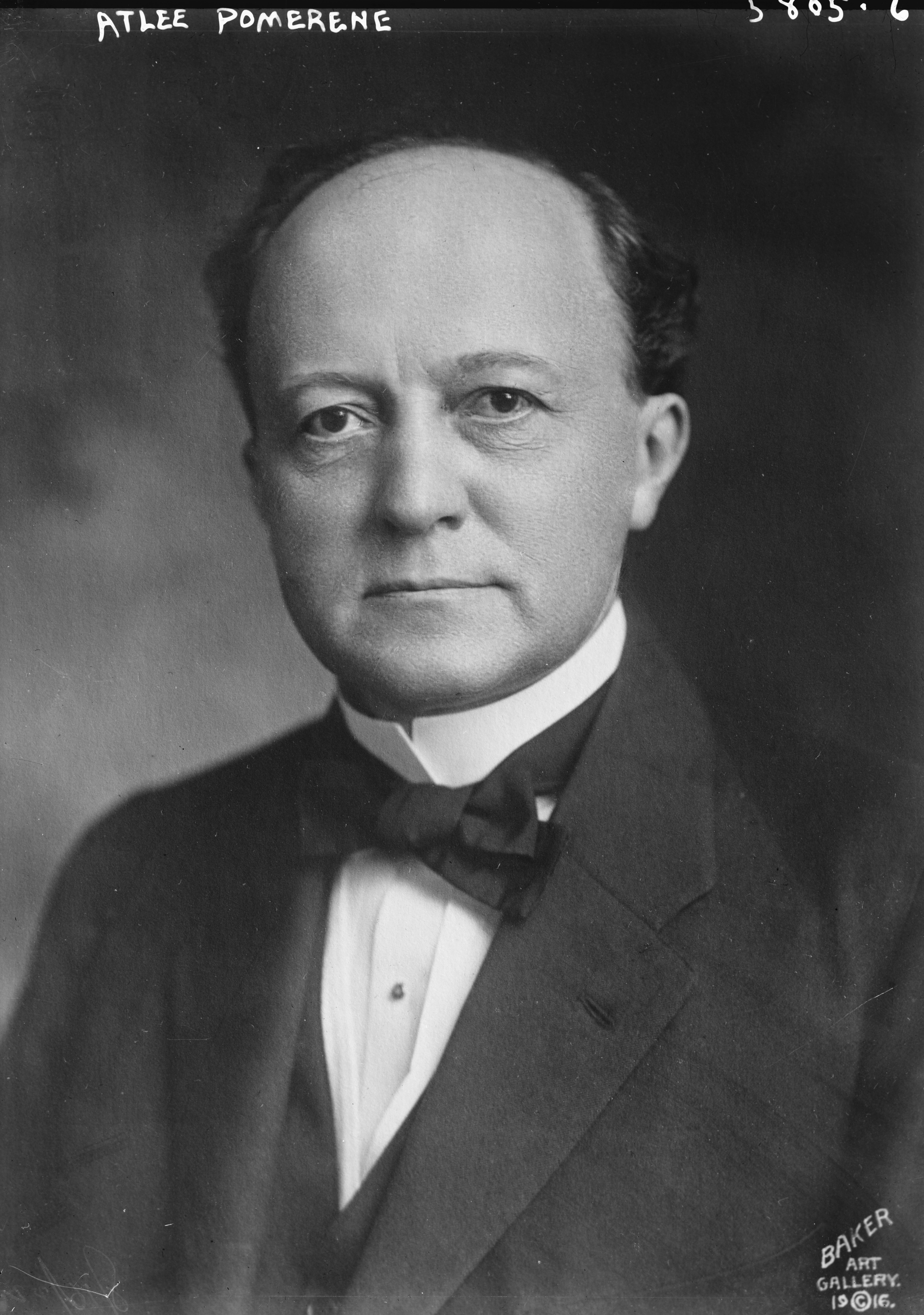
Senátor Ohia Atlee Pomerene, 1916
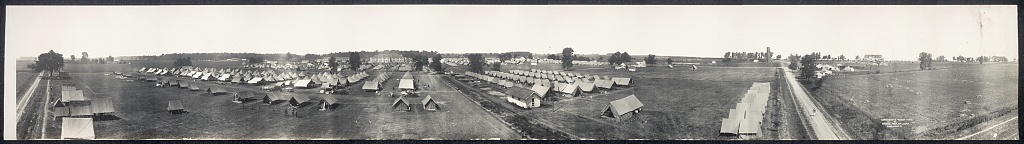
Panorama kempu Perry, 9.5 x 70 palců, 1913